# Volkswagen Routan
La Volkswagen Routan è un'autovettura prodotta della casa automobilistica Volkswagen dal 2008 al 2013.

## Descrizione
La vettura è una monovolume di grandi dimensioni a sette posti realizzata sulla piattaforma Chrysler RT, in comune con la quinta generazione della Dodge Grand Caravan e Chrysler Town & Country.
Prodotto nello stabilimento Chrysler e Dodge di Windsor, è stata commercializzata negli Stati Uniti, in Canada e in Messico. Ha debuttato al salone di Chicago, con le vendite che sono iniziate negli Stati Uniti settembre 2008.
La produzione è stata interrotta nel 2013, ma la vettura è rimasta a listino fino al 2014 ma solo per le società di noleggio e le flotte aziendali.